# بولس بيداري
بولس بيداري ولد سنة 1887 في بيدارو (ܒܝܬܿܕܪܐ) وهي قرية صغيرة قريبة من زاخو على بعد 2 كم، ومعنى اسمها بالسريانية ساحة القتال، وتنسب هذه التسمية إلى قصة مار قرداغ الأربيلي الآثوري، أحد قواد الفرس الذي التقى بجيش الروم في هذا المنطقة، وانتصر عليهم، ومن هنا جاء اسمها. بدأ مشواره مع العلم في مسقط رأسه حيث تعلم مبادئ السريانية والعربية، اختاره خوري الرعية ليكون واحداً من المنضوين تحت لواء معهد مار يوحنا الحبيب الكهنوتي في الموصل، لِما لمسه بالفتى بولس من محبة للعلم منذ نعومة أظفاره، وهذا المعهد الذي تأسس في القرن التاسع عشر على يد الآباء الدومنيكان، وقد خرّج الكثير من الطلاب الذين طبعوا بصمات واضحة في المجالات كافة، فأمضى فيه عقداً ونيّف من حياته ينهل من العلوم المختلفة واللغات المتنوعة.
رسم كاهناً سنة 1912 بيد المطران طيمثاوس مقدسي ليخدم في قريته بيدار، من ثم في أماكن عديدة منها بيروت والحسكة والقامشلي حيث خدم رعيتها الكلدانية سبع سنوات بغيرة منقطعة النظير، فتولى إدارة مدرستها مدرسة الكفاح هذه المدرسة التي اشتهرت بمستواها التعليمي المميز، وخصوصاً فترة إدارته لها، فأهتم بشكل خاص بتعليم التلامذة اللغة السريانية المقدسة، والألحان البيعية، والطقوس الكنسية، وكان أيضاً يبث من روحه، وفكره القومي الوحدوي النير بين التلاميذ، فنرى الدفعات التي تخرجت على يديه مليئة بالحس القومي ومحبة اللغة والتراث.
أستدعاه البطريرك الكلداني بولس شيخو إلى العراق سنة 1960، حيث بدأ الأب بيداري هناك مرحلة جديدة من نشاطه القومي والفكري، فأصبح عضواً في المجلس الأعلى لقيادة الثورة الكردية بقيادة المّلا مصطفى البرزاني، يناضل ويقاتل في جبال شمال العراق، المكان الذي ولد وتربى فيه، وأحبه حتى آخر أيام حياته، وقد وصل حبه إلى حدّ المطالبة بإقامة وطن قومي لأبناء شعبه أصحاب هذه الأرض الأصليين، وهذا كان السبب الرئيس لانضمامه إلى الثورة الكردية في الشمال.
تبقى مصادرنا ضئيلة عن حياة هذا العلامة في فترة بقائه في جبال شمال العراق، ولكن يذكر كتاب سياسة وأقليات في الشرق الأدنى للمؤلفين آني ولورانت شابري:«أظهر الكلدانيون على وجه العموم أنهم أبعد عن الخيار الانفصالي أو الاستقلال الذاتي من النساطرة. ليس فقط في العراق لكن كذلك في أيران بأستثناء مشهور هو موقف المونسنيور بول بيداري نائب أسقف كلداني كاثوليكي الذي كان عضواً في مجلس قيادة الثورة الكردية. والذي حاول عبثاً الحصول على موافقة الملا مصطفى برزاني لإنشاء وطن آشوري يجمع آشوريي العراق في منطقة من الأراضي الكردية.» وهكذا نرى أن دعوة الأب بيداري للحكم الذاتي تعتبر من الدعوات المبكرة للمطالبة بالحقوق القومية التي حمل لواءها رواد النهضة القومية، ومالبثت بعدها أحزاب ومؤسسات شعبنا في العراق أن تبنتها.
وفي عام 1974 ترجل الفارس من صهوة جواده بعد 87 عاماً بعد أن قضى سنواته الأخيرة في دير ماركوركيس القريب من الموصل، لم يُعرف خلالها إلا مقاتلاً شرساً في سبيل عقيدته، أمته وشعبه وقضاياها، وأبناء رعيته، فدفن في كاتدرائية الشهيدة مسكنتا بالموصل.
وقد عُرف الأب بيداري برباطة جأشه إلى جانب تمتعه بقوة بدنية، كما كان شديد الالتصاق بالطبيعة، فكان يجدها ملاذاً للاعتزال للمزيد من التأمل والتفكير، وقد أمتاز بالذكاء والذهن المتوقد، كما عرف بجرأته منقطعة النظير الممزوجة بغيرة على أمته وكنيستها ولغتها وتراثها التي تجلت بكتاباته وبأقواله ومنها هذا النص المأخوذ من كتابه قنبلة الأب بيداري فيقول:«... ما هذه الحالة يا أمة السريان. ما بالكم خذلتم لسانكم وملتم عن لغتكم بل رفعتم عقيرتكم. فما قولك في هذا يا تبوني العظيم، ياخليفة رحماني الملفان بطل تتويج أفرام الملفان إننا نشكر لسالفك جزيل فضله على الآرامية بتنصيبه أفرامنا أستاذا دكتوراً على المشرق والمغرب ولكن ما نفع هذا وليس بين قوم المعلم من يأبه لتآليفه ويعبأ بلغته. وأنت يا عريضه القهار يامرجع السريان الأخير ويامن على جبله معقود جل مابقي من الآمال الأرامية فما رأيك. وأنت يابرصوم العلامة فما الفائدة من علمك وقد درست لغتك وقضي على لسان ابائك. وأنت ياعمانوئيل الداهية ياشبل بابل وخلف من حضروا المشرق...».
كان الأب بولس مطلعاً على مختلف الثقافات، وقد أتقن إلى جانب السريانية التي أتسمت في كتاباته بالبيان والبلاغة اللغات العربية والفرنسية والكردية، وكان ملماً باللاتينة لغة الكنيسة الكاثوليكية التي يؤخذ عليه تعصبه الشديد لها، والأنكليزية لقد اهتديت بصعوبة إلى مؤلفاته لسببين أولاً: لقلتها، وثانياً لضياع قسم كبير منها في الفترة الأخيرة من حياته، بالإضافة إلى كثرة رحلاته، وللمضايقات الأمنية من السلطات في عصره، وذلك بسبب أرائه المتحررة والرائدة التي تناقضت والتوجهات السائدة آنذاك، والذي باعتقادي كان سبب اضطراب وقلق دائم في حياته، ولم يفارق في حياته شيئين مسبحة الصلاة، والمسدس الذي لازال محفوظاً إلى يومنا هذا في خزانة رعية يسوع الملك الكلدانية في الحسكة، أما مآثره القلمية في السريانية فهي: دليل الطلاب أي النحو الوجيز وقد طبع في سنة 1923 في المطبعة الآثورية في الموصل حيث كان وقتئذ معلماً للغة السريانية في المعهد الكهنوتي البطريركي. وله مجموعة قصائد تدور حول أجدادنا قبل المسيحية وبعد المسيحية سميت بأيتها الأمة الحبيبة ܐܘ ܐܡܬܐ ܪܚܝܡܬܐ.
وله أيضاً قصيدة عدد فيها مناقب مار أفرام الملفان وقد طبعت هذه القصائد بمطبعة مار نرساي بتريجور في الهند سنة 1957.
وأما مؤلفات بيداري المخطوطة فهي كثيرة كما يشير البيير أبونا منها: قصيدة في (رئاسة الكلدان) وهي انتقادات لاذعة لحال الكلدان نتيجة تقاعس رؤسائهم. ديوان شعر عن المجزرة الرهيبة التي طالت المسيحيين في جزيرة أبن عمر سنة 1915 وقد أجاد في وصف تلك المجازر، وله ديوان اسمه: طريق القبر وهو وصف لزيارة الأماكن المقدسة في أورشليم وله كتاب في: الجغرافية العامة. ولكن تظل هذه الكتب غير معروفة إلا إذا أُخرجت إلى النور.
وأما آثاره المطبوعة بلغة الضاد فهي: قنبلة الأب بيداري، التي تعتبر من أهم أعماله وأكثرها جرأةً على الإطلاق وقد نشرها في بيروت سنة 1936، وكذلك محاضرة قيمة عن المرأة وكيفية تحليها بالفضيلة نشرها في مدينة القامشلي سنة 1956 تحت اسم ((فضيلة فتاة))، وكذلك محاضرة أخرى عن العزوبية والزواج طبعت سنة 1966 أيضا في القامشلي، وهنا لابد من الإشارة إلى أهمية دور القامشلي كوريثة وحاضنة لتراثنا وأدبائنا، فخلال وجود الأب بيداري فيها ترك أثراً بالغاً في نفوس شبيبتها من طوائف شعبنا الكلداني السرياني الآشوري كافة، لذلك ليس غريباً أن قسماً من مؤسسي المنظمة الآثورية الديمقراطية (مطاكستا) عام 1957 هم من الشباب الذين تأثروا به، وقد عالج الأب بيداري في هاتين المحاضرتين موضوعين مهمين للغاية كانا يطرحان نفسيهما بذلك الوقت، فعالجهم بموضوعية وصراحة تامة افتقدها كتاب عصره، وخصوصاً بمعالجة مواضيع إشكالية كهذه. كما أتسمت لغته بمزج جميل بين فصحى مشرقة تتسم ببلاغة إلى جانب بعض المصطلحات العامية القريبة من الناس. وللأب بيداري أعمال لازالت مخطوطة منها (مأساة الملوك) وهي مأساة تاريخية آشورية ذات ثلاثة فصول من القطع الكبير تقع في 56 صفحة، كما وضع سيرة الربان هرمزد بطلب من الرهبان الكلدان، بالإضافة إلى العديد من القصاصات بخط يده تعالج عدد من المواضيع مثل بحث عن مار أفرام وسيرة مار بهنام الشهيد وبحث يقارن فيه بين لهجتي الأرامية (السريانية) الشرقية والغربية، وتفسير وشرح للطقوس البيعية وقد فُقِد، ومن خلال هذا المقال أوجه رسالة لكل من يملك كتب غير مطبوعة سواء للأب بيداري أو لغيره من كتابنا المبادرة إلى كشف الغطاء عنها ووضعها في خدمة كل الباحثين والمهتمين لأنها هامة بالنسبة للباحثين والمختصين.
كان الأب بيداري ذا فكرٍ وحدويٍ رائد فهو من المؤمنين بوحدة الشعب الكلداني السرياني الآشوري تحت اسم الأمة السريانية، وهذا النص الذي يلي يلخص فكره في هذا المجال، وهو مستل من الخطبة التأبينية في الحفل الذي أقيم في مدينة القامشلي للبطريرك أفرام برصوم بطريرك السريان الأرثوذكس، فيقول بيداري بهذا الصدد:«أمة السريان! وما إدراك ما أمة السريان؟ أمة السريان هذه المجموعة العظيمة بأقسامها الخمسة. أعني بأمة السريان هذه الأُسرة المتشعبة بأفراعها الخمسة..... وأقصد بالسُّريان: الماروني والأَشوري والسُّرياني الأرثوذكسي والسرياني الكاثوليكي والكلداني. لأننا جميعاً بأسمائنا المختلفة سريان على السواء وبدرجة واحدة منذ آلاف السنين ولا نزال كذلك سرياناً دون أن يكون لواحدنا على الآخر ميزة أو فضل. وتباً لذلك اليوناني الذي أدخل الانشقاق على صفوف السريان ولعنة الله على ذلك اليوناني الذي شتت جموع السريان وجعل منهم شيعاً وطوائف تتباغض وتتناحر عن طيش أو مكابرة...».